# Амилија Корт Хаус (Вирџинија)
Амилија Корт Хаус (енгл. Amelia Court House) насељено је место без административног статуса у америчкој савезној држави Вирџинија.

## Демографија
По попису из 2010. године број становника је 1.099.
| Група             | 2000.    | 2010.       |
| Белци             | 0 (0,0%) | 737 (67,1%) |
| Афроамериканци    | 0 (0,0%) | 264 (24,0%) |
| Азијати           | 0 (0,0%) | 7 (0,6%)    |
| Хиспаноамериканци | 0 (0,0%) | 79 (7,2%)   |
| Укупно            | 0        | 1.099       |